# Liste der Einträge im National Register of Historic Places im Coke County
Die Liste der Registered Historic Places im Coke County führt alle Bauwerke und historischen Stätten im texanischen Coke County auf, die in das National Register of Historic Places aufgenommen wurden.

## Aktuelle Einträge
| Lfd. Nr. | Name im NRHP     | Bild | Datum der Eintragung | Adresse/Lage                                                                                       | Ort        | NRHP-ID  | Beschreibung |
| -------- | ---------------- | ---- | -------------------- | -------------------------------------------------------------------------------------------------- | ---------- | -------- | ------------ |
| 1        | Coke County Jail |      | 23. Dez. 2004        | West 6th Street / Chadbourne Street                                                                | Robert Lee | 04001395 |              |
| 2        | Fort Chadbourne  |      | 2. Apr. 1973         | In der Nähe der Coke-County-Grenze und des U.S. Highways 277, östlich des E. V. Spence Reservoirs. | Bronte     | 73001962 |              |